# Округ Кисуцке Нове Место
Округ Кисуцке Нове Место (слч. Okres Kysucké Nové Mesto) округ је у Жилинском крају, у Словачкој Републици. Административно средиште округа је град Кисуцке Нове Место.

## Географија
Налази се у сјеверозападном дијелу Жилинског краја.
Граничи:
- на сјеверу је Округ Чадца,
- јужно Округ Жилина.

Клима је умјерено континентална.

## Становништво
| Година:    | 1994.  | 2004.   | 2014.   | 2024.   |
| ---------- | ------ | ------- | ------- | ------- |
| Број људи: | 33 019 | 33 944  | 33 158  | 32 540  |
| Разлика:   |        | +2,80 % | -2,31 % | -1,86 % |

| Година:    | 2023.  | 2024.   |
| ---------- | ------ | ------- |
| Број људи: | 32 642 | 32 540  |
| Разлика:   |        | -0,31 % |

Према подацима о броју становника из 2011. године округ је имао 33.316 становника. Словаци чине 94,44% становништва.
| Етнички састав (2011)‍ | Етнички састав (2011)‍ | Етнички састав (2011)‍ | Етнички састав (2011)‍ | Етнички састав (2011)‍ |
| --------------------- | --------------------- | --------------------- | --------------------- | --------------------- |
|                       |                       |                       |                       |                       |
| Словаци               | Словаци               |                       | 0                     | 94,44%                |
| Чеси                  | Чеси                  |                       | 0                     | 0,53%                 |
| остали, непознато     | остали, непознато     |                       | 0                     | 5,03%                 |

## Насеља
У округу се налази један град и 13 насељених мјеста.